# Gage Skidmore
Gage Skidmore, né le 16 mai 1993 à Terre Haute, dans l'Indiana , est un photographe américain et contributeur Creative Commons connu principalement pour photographier des politiciens et acteurs américains et anglais. Les photos de Skidmore ont été utilisées par de nombreuses publications, notamment The Washington Post, The New Republic, The Atlantic, Associated Press et NPR,.

## Éducation
Skidmore a fréquenté le lycée de l'Indiana, puis a déménagé en Arizona où il a fréquenté le Glendale Community College et l'Arizona State University,.

## Carrière
Skidmore a commencé à prendre des photos en mars 2009, à l'âge de 16 ans, lorsqu'il a acheté un Canon Rebel XSi pour photographier le San Diego Comic-Con. L'année suivante, il a photographié des politiciens lors d'événements organisés par la campagne de Rand Paul lors des élections sénatoriales de 2010 au Kentucky. Skidmore avait soutenu le père de Rand Paul, Ron Paul, lors de l'élection présidentielle de 2008. Lors de la candidature présidentielle de Ron Paul en 2012, Skidmore a pris une année sabbatique pour photographier Paul et plusieurs républicains de premier plan. Skidmore est l'un des photographes politiques les plus publiés aux États-Unis.
Lors de l' élection présidentielle de 2016, les photographies de Skidmore ont été utilisées par The Atlantic, The Washington Post, Associated Press et NPR, ainsi que sur le site officiel du Président des États-Unis, Donald Trump,.
Skidmore a également assisté à des conventions de la culture pop et photographié plusieurs célébrités hollywoodiennes, dont Angelina Jolie, Bruce Willis, Sandra Bullock, Tom Cruise et Samuel L. Jackson,. On estime que ses photographies ont été republiées un million de fois. Selon Priceonomics, il a publié près de 40 000 photos de candidats à la présidentielle et de célébrités sur Flickr depuis 2010, et son compte Flickr a été suivi à 30 millions de fois.
En plus de son travail Creative Commons, Skidmore a été engagé comme photographe par la National School Choice Week, le Western Journalism, le Conservative Review et le magazine américain Reason.